# Prîvitne, Kozeleț
Prîvitne (în ucraineană Привітне) este un sat în comuna Omeleaniv din raionul Kozeleț, regiunea Cernihiv, Ucraina.

## Demografie
Componența lingvistică a localității Prîvitne
     Ucraineană (97,66%)
     Rusă (2,34%)
Conform recensământului din 2001, majoritatea populației localității Prîvitne era vorbitoare de ucraineană (97,66%), existând în minoritate și vorbitori de rusă (2,34%).